# Hermann Fischer
Hermann Fischer – śląski rzeźbiarz czasów manieryzmu, czynny w Nysie w latach nastych XVII w.  
Warsztat Hermanna Fischera wykonywał drewniane i (rzadziej) kamienne wyposażenie wnętrz kościelnych na Dolnym Śląsku, w szczególności w okolicach Nysy. Preferował dekorację figuralną. Na twórczość Fischera oddziałał saksoński rzeźbiarz pracujący w Brzegu i w Nysie, Michael Kramer, jak także rzeźbiarze z kręgu biskupów wrocławskich rezydujących w Nysie. Fischer wykorzystywał niderlandzkie i niemieckie wzory graficzne.
Hermann Fischer współpracował z malarzem Casparem Winklerem.

## Dzieła
- wystrój kościoła w Szydłowcu Śląskim (1616, wraz z malarzem Casparem Winklerem otrzymali za prace 600 talarów);
- ołtarz główny i Grupa Ukrzyżowania w kościele ewangelickim w Lewinie Brzeskim (1613);
- ołtarz boczny w kościele św. Michała w Grodkowie (1610–1620)
- wywieszka cechu rzeźników, Muzeum Miejskie w Nysie (ok. 1610)